# Fromeréville-les-Vallons
Fromeréville-les-Vallons je francouzská obec v departementu Meuse v regionu Grand Est. Žije zde 212 obyvatel.

## Poloha obce

### Sousední obce
| Růžice kompasu | Montzéville     | Marre                    |                      | Růžice kompasu |
| Růžice kompasu | Béthelainville  | Sever                    | Thierville-sur-Meuse | Růžice kompasu |
| Růžice kompasu | Béthelainville  | Fromeréville-les-Vallons | Thierville-sur-Meuse | Růžice kompasu |
| Růžice kompasu | Béthelainville  | Jih                      | Thierville-sur-Meuse | Růžice kompasu |
| Růžice kompasu | Sivry-la-Perche | Verdun                   |                      | Růžice kompasu |